# Qui Nyström
Qui Nyström, född Ingrid Karin Bengtsson den 23 juli 1931, död den 4 oktober 2021, var en svensk översättare av barnlitteratur. Hon var även programledare för ungdomsprogram i Sveriges Radio.
Exempel på översatta böcker är Babars födelsedagskalas av Laurent de Brunhoff, Korseld av Gail Graham och Kringel av Margret Rey.

## Skrifter
- En vecka på egen hand: fyra barn på sommaräventyr: en berättelse skriven och tecknad av barn (redigerad efter radioserien sommaren 1956 av Qui Nyström, Tiden, 1957)
- Barnbok 1969: skildring av vissa sociala förhållanden i barnböcker utgivna år 1969: en frekvensundersökning (tillsammans med Arne Dalteg, Gunnar Höglund, Pedagogiska institutionen, Stockholms universitet, 1972)
- Barn i böcker: en antologi (urval: Harriet Alfons och Qui Nyström, Natur och kultur, 1977)
- "Eva Eriksson". I antologin Författare & illustratörer för barn och ungdom. 2 (Bibliotekstjänst, 1998), s. 269-282

## Översättningar (urval)
- Joan M. Lexau: Dockmysteriet (Illustrationsförlaget/Carlsen, 1970)
- Betsy Cromer Byars: Sara och Charlie (The summer of the swans) (Rabén & Sjögren, 1974)
- Per Flyndersø: Ulf och Kajsa gör julgranspynt (Ole og lillesøster laver julestads) (Bonnier Carlsen, 2011)

## Priser och utmärkelser
- Gulliver-priset 1973[2]